# Schranggabach
Der Schranggabach ist ein etwa 12 Kilometer langer Bach im Prättigau im Schweizer Kanton Graubünden, der nahe Seewis-Pardisla in die Landquart mündet.

## Geographie

### Verlauf
Der Schranggabach entsteht auf etwa 2030 m ü. M. am Fusse des Ful Bergs. Auf der anderen Talseite befindet sich der Hochwang. Der Bach durchfliesst zuerst relativ steiles Gelände. Nach etwa 4,5 km fliesst bei Sagaboda auf etwa 1340 m ü. M. von rechts ein etwas grösserer Bach zu. Der Bach durchläuft in seinem engen Tal ein waldiges, unbesiedeltes Gebiet. Nach 7 km fliesst auf 975 m ü. M. von rechts der Bärentobelbach zu. Teilweise ist nun das Gebiet etwas oberhalb des Tals dünn besiedelt mit einigen Häusern von Valzeina. Im Mülitobel fliesst auf Höhe 690 m ü. M. von rechts der Schwenditobelbach zu. Auch im letzten Abschnitt fliesst der Bach tief in seinem Tal. Er mündet von links auf 583 m ü. M. in die Landquart.

### Einzugsgebiet
Das Einzugsgebiet des Schranggabachs hat eine Grösse von etwa 34 km². Der höchste Punkt im Einzugsgebiet befindet sich am Hochwang auf 2502 m ü. M.